# Uragano di tipo capoverdiano

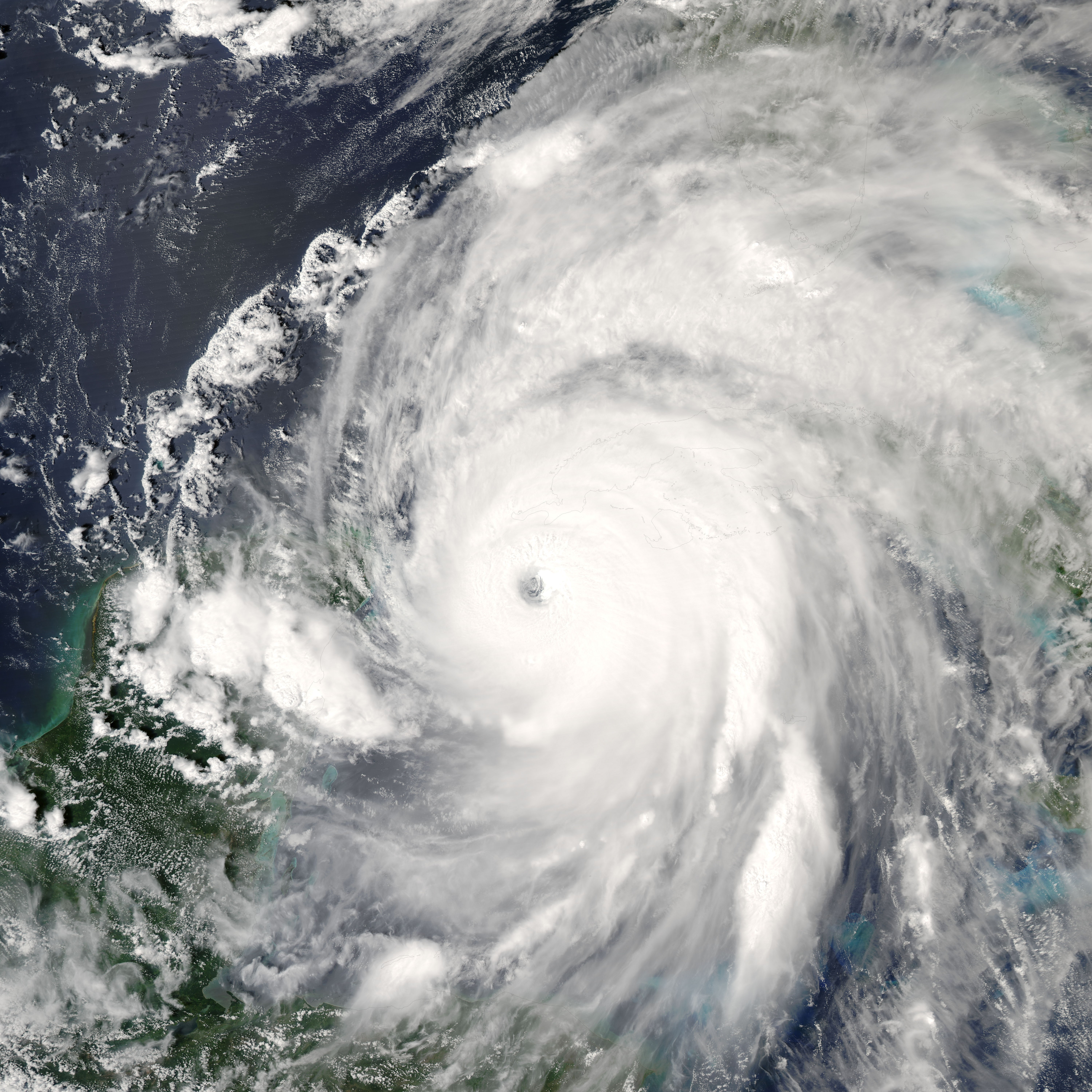
L'uragano Ivan, un uragano di tipo capoverdiano di categoria 5.

Un uragano di tipo capoverdiano è un uragano atlantico che si sviluppa nei pressi delle isole di Capo Verde, al largo della costa occidentale dell'Africa. Generalmente, ogni anno si sviluppano due uragani di tipo capoverdiano, entrambi di straordinaria potenza. Tutta questa forza è dovuta alla temperatura calda della superficie del mare che permette agli uragani di svilupparsi fino alla categoria 5.

## Origine
Gli uragani di tipo capoverdiano di solito si formano dalle onde tropicali, che si sviluppano a loro volta nella savana africana, durante la stagione umida, per poi spostarsi nella steppa. Spesso, soprattutto nei mesi di agosto e settembre, le onde tropicali si spostano sull'arcipelago di Capo Verde e si trasformano in cicloni tropicali.

## Percorsi tipici

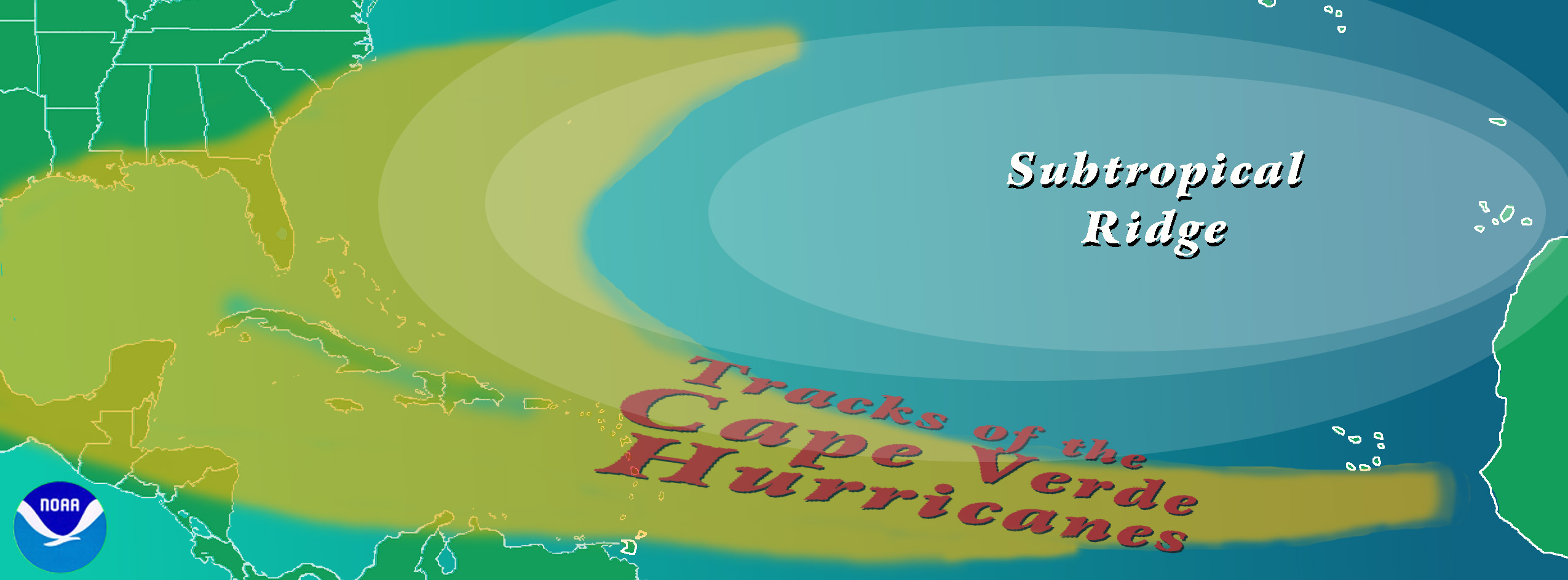
Le zone colorate indicano i luoghi che generalmente sono colpiti da un uragano di tipo capoverdiano.

Un classico uragano di tipo capoverdiano si forma come una depressione tropicale a sud delle isole di Capo Verde. Le depressioni tropicali si rafforzano poco dopo aver lasciato l'arcipelago poco distante dall'Africa, ma a volte raggiungono lo status di uragano quando sono già arrivate sui Caraibi.
Quando l'uragano si avvicina all'America settentrionale, possono succedere diverse cose.
- L'uragano può andare verso ovest o verso sud. Nel caso si realizzasse la seconda ipotesi, esso attraverserebbe le Isole Sopravento meridionali, nel Mare Caraibico. Da qui può poi dirigersi verso ovest passando in Nicaragua, nell'Honduras e/o in Belize.
- Se la tempesta si dirige verso nord, potrebbe percorrere le Isole Sopravento settentrionali e le Grandi Antille. Nel 1998, l'uragano Georges seguì proprio questo percorso. A questo punto, c'è una possibilità superiore al 90% che l'uragano continui verso nord distruggendo le Bahamas e la Florida. Nel 1992, l'uragano Andrew seguì lo stesso percorso qui descritto.
- Se la tempesta si spinge più a nord di quanto può, inizia ad essere disturbata dall'alta pressione. Di solito, questo si verifica a metà settembre, quando l'estate è agli sgoccioli. Poiché queste tempeste a volte passano a nord delle Antille, il loro percorso è destinato a continuare ancora verso nord. Ciò significa che sulle coste delle due Caroline ci saranno possenti mareggiate. L'uragano Hugo ne è un tipico esempio. Nel 1996, però, ci fu una rara eccezione. Quest'eccezione fu fatta dall'uragano Edouard che proseguì la sua strada verso nord ma non toccò mai la terraferma.
- A volte, gli uragani restano in pieno oceano e non provocano assolutamente nessun danno se non alle sfortunate navi di passaggio. Questi uragani generalmente non superano la categoria 1 e nascono a nord-ovest di Capo Verde. Un esempio è l'uragano Philippe del 2005 che raggiunse lentamente la categoria 1 ma fu rapidamente declassato a depressione tropicale.

Queste però, sono solo le abitudini degli uragani di tipo capoverdiano. Ciò non significa che tutti gli uragani di questo tipo debbano seguire una di queste quattro possibilità.